# Рогозин, Лайонел
Ла́йонел Рого́зин (англ. Lionel Rogosin; 22 января 1924, Нью-Йорк, Нью-Йорк, США — 8 декабря 2000, Лос-Анджелес, Калифорния, США) — независимый американский режиссёр, продюсер и сценарист.

## Биография
Родился в семье уроженца Воложина Израиля Рогозина, перебравшегося вместе с семьёй в 1890 году в США и ставшего состоятельным предпринимателем и филантропом. Изучал химию в Йельском университете. В годы Второй мировой войны служил в Военно-морских силах США. После войны работал инженером. В кино дебютировал в 1957 году («На Бауэри»). В 1959 году, во время пребывания в ЮАР, режиссёром была нелегально снята картина «Вернись, Африка!», ставшая обвинением расизма и апартеида и принёсшая мировую известность Мириам Макеба, снявшейся в картине. Создание фильмов социальной направленности и сознательный уход от коммерческого кино позволило на рубеже 1950—1960-х годов стать Рогозину одним из лидеров «нью-йоркской школы». Принимал участие в деятельности «Свободного кино». Фильмы как правило были посвящены жизни негритянского населения США и носили антирасистский характер, как и фильмы о других этнических и социальных группах. Выступал сценаристом и продюсером своих лент.
Фильм «Вернись, Африка!» демонстрировался в рамках специальных событий на 61-го Венецианского кинофестиваля.

## Избранная фильмография

### Режиссёр
- 1956 — На Бауэри[1] / On the Bowery
- 1959 — Вернись, Африка![2] / Come Back, Africa
- 1966 — Хорошие времена, прекрасные времена / Good Times, Wonderful Times
- 1967 — Гарлемская шестёрка / How Do You Like Them Bananas?
- 1970 — Чёрные корни / Black Roots
- 1972 — Чёрная фантазия / Black Fantasy
- 1973 — Лесорубы глубокого Юга / Woodcutters of the Deep South

### Сценарист
- 1956 — На Бауэри / On the Bowery
- 1959 — Вернись, Африка! / Come Back, Africa

### Продюсер
- 1956 — На Бауэри / On the Bowery
- 1959 — Вернись, Африка! / Come Back, Africa
- 1970 — Чёрные корни / Black Roots

## Награды
- 1957 — Большая премия за документальный фильм на VII Международном кинофестивале документальных и короткометражных фильмов в Венеции («На Бауэри»)
- 1957 — BAFTA за лучший документальный фильм («На Бауэри»)
- 1958 — номинация на «Оскар» за лучший документальный фильм («На Бауэри»)

## Сочинения
- Действительность и её интерпретация // Правда кино и «киноправда». — М., 1967.